# Kasilof
Kasilof statisztikai település az USA Alaszka államában, Kenai Peninsula megyében. Lakosainak száma 525 fő (2020. április 1.).

## Népesség
A település népességének változása:

| 2010 | 549 |
| 2020 | 525 |